# Angeloi
Angeloi (Grieks: Ἄγγελοι) of de Angelosdynastie regeerde over het Byzantijnse Rijk van 1185 tot 1204.
Het beleid van de Angeloi werd gekenmerkt door de verkwisting van belastinggeld en een slecht fiscaal beheer. De Byzantijnse macht was aanzienlijk afgenomen en het groeiende machtsvacuüm in het hart van het rijk zorgde voor het langzaam uiteenvallen van het rijk. 
Constantijn Angelos, de stichter van de dynastie, was gehuwd met Theodora Komnenos, dochter van keizer Alexios I Komnenos. Hun zoon Andronikus Angelos was de vader van keizer Isaäk II Angelos en keizer Alexios III Angelos. Isaäk was de vader van keizer Alexios IV Angelos en Alexios III was de vader van Eudokia Angelina, vrouw van keizer Alexios V Doukas Mourtzouphlos. 
De dynastie eindigde met het Beleg en val van Constantinopel (1204) en de stichting van het Latijnse Keizerrijk, na de Vierde Kruistocht.
Constantijnen · Valentinianen · Theodosianen · Thraciërs · Justinianen · Heracliden · Syriërs · Nikephoriërs . Amoriërs · Macedoniërs · Lekapenen · Macedoniërs · Komnenen · Doukai · Komnenen · Angeloi · Laskariden · Paleologen · Kantakouzenen · Paleologen